# Thank You (Declan Galbraith-album)
A Thank You Declan Galbraith énekes egy 2006. december 1-jén, Németországban megjelent nagylemeze.
Ez Galbraith második nagylemeze, általa énekelt, összegyűjtött klasszikus dalok összeállítása.

## Az album dalai
1. "An Angel" (The Kelly Family) – 3:44
2. "Love of My Life" (Freddie Mercury "Queen") – 2:36
3. "Nights in White Satin" (Moody Blues) – 3:47
4. "Tears in Heaven" (Eric Clapton) – 4:27
5. "Bright Eyes" (Art Garfunkel) – 3:51
6. "House of the Rising Sun" (The Animals) – 3:18
7. "Saved by the Bell"  (Robin Gibb) – 3:22
8. "David's Song (Who'll come with me)" (Kelly Family) – 3:19
9. "All Out of Love" (Air Supply)– 3:42
10. "How Could an Angel Break My Heart?" (Toni Braxton) – 4:17
11. "Vincent (Starry, Starry Night)" (Don McLean)– 4:03
12. "Only One Woman" (The Marbles) – 3:11
13. "The Last Unicorn" (America) – 3:27
14. "Sailing" (Rod Stewart) – 4:25
15. "Where Did Our Love Go?" (The Supremes) – 2:19
16. "World [iTunes Bonus Track]" (The Bee Gees) - 3:33

### Helyezések
| Évi táblázat vége (2007)   | Helyezés |
| -------------------------- | -------- |
| Német Nagylemezek Táblázat | 53       |

## Kislemezek
- "Love of My Life" Megjelent 2007. március 23-án.